# Espejo público
Espejo público és un programa televisiu magazín matinal emès per la cadena espanyola Antena 3. Va ser estrenat el 20 d'octubre de 1996, inicialment com a programa setmanal de reportatges d'actualitat.

Logotip d'Espejo público des de 2017

Des del 11 de desembre de 2006 es ve emetent diàriament com un magazín contenidor matinal d'actualitat, presentat per Susanna Grisode dilluns a divendres, de 08.55 a 13.30.
Des del 5 de setembre de 2016, el programa comença mitja hora abans amb un espai anomenat Un café con Susanna, en el qual la presentadora entrevista a un personatge del moment. Així mateix, a partir del 2 d'octubre de 2017, el programa va passar a emetre's de 8.55 a 13:15h, allargant-ho una hora més per a tractar els temes d'última hora.

## Primera etapa: 1996 - 2006
Espejo público es va estrenar el 20 d'octubre de 1996, inicialment com un programa de reportatges, que s'emetia setmanalment, els diumenges, dirigit i presentat per Pedro Piqueras. A l'octubre de 1998, aquest va ser rellevat per Roberto Arce, fins a agost de 2002. Al setembre d'aquest any la periodista Sonsoles Suárez es va convertir en la presentadora, mentre que Julián Nieto es va fer càrrec de la direcció al novembre de 2003. En ocasions puntuals, altres periodistes com Lourdes Maldonado, Lydia Balenciaga i Soledad Arroyo van conduir també l'espai.
Durant aquesta primera dècada en antena, el programa va mantenir una mitjana del 21%, collint, així mateix, diversos reconeixements com tres premis Antena de Oro i dos TP d'Or.

## 2006-present
Espejo público va tornar a la televisió l'11 de desembre de 2006, amb un canvi absolut de format. Va passar a ser un programa d'informació general, en format de magazín contenidor, conservant del programa original tan sols el nom. Es basa en l'actualitat i en el directe.
S'emet en l'actualitat als matins de dilluns a divendres de 08.30 a 12.20 i està presentat per Susanna Griso i copresentat per: Albert Castillón, Nacho Abad i Alfonso Egea.
Al maig de 2009 el programa compleix 500 emissions en la seva nova etapa.
El 16 de juny de 2011 Espejo público aconsegueix la xifra de 1.000 programes en Antena 3.
Al juliol de 2013 el programa va complir 1.500 edicions. L'agost de 2015 el programa va complir 2000 lliuraments. Al llarg de la història del programa, Espejo Público ha renovat tant plató com grafismes.
En setembre de 2015, el programa es va traslladar a Barcelona amb Susanna Griso i un equip de reporters, Albert Castillón i Diego Revuelta, per a analitzar en directe els resultats i el desenvolupament de la jornada electoral, amb convidats especials, els protagonistes de la jornada i tertulians que donaran la seva opinió des del set instal·lat al Parlament de Catalunya.

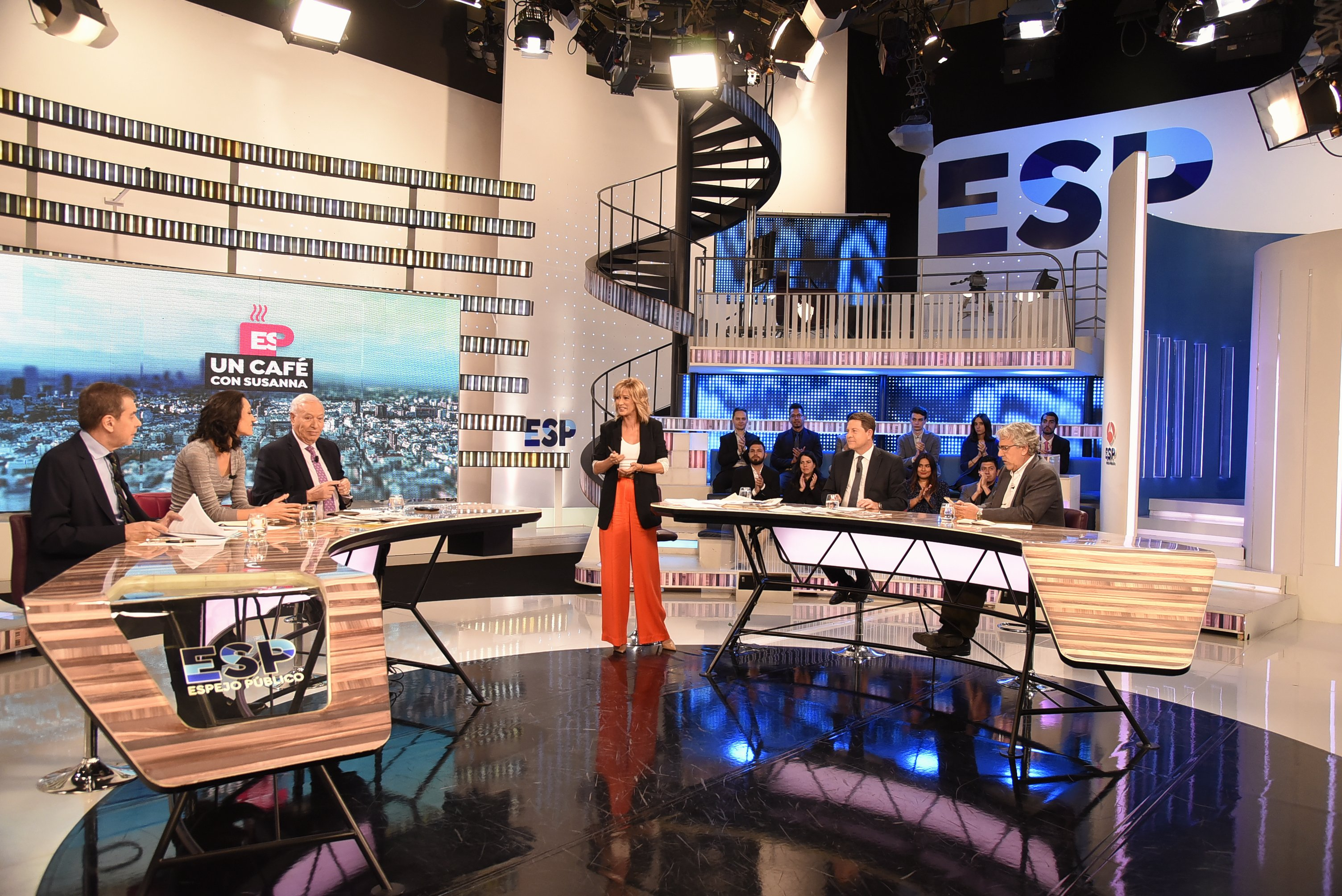
Plató d'Espejo Público

Des del 5 de setembre de 2016, el programa canvia el seu horari habitual, coincidint amb l'estrena de l'onzena temporada, avançant en mitja hora la seva hora d'inici, per la qual cosa actualment el programa s'emet de 08.30 a 12.20.
A partir del 2 d'octubre de 2017, el programa passa a emetre's de 8.30 a 13:30h. El gener de 2019, el programa canvia el seu horari, passant-se a emetre de 08.55 a 13.35. A més, fitxa al periodista Gonzalo Bans com a col·laborador diari.

## Audiències
Actualment l'audiència del programa és d'un 17% de quota de pantalla. El 9 d'octubre de 2014, Espejo público va obtenir rècord històric en audiència amb més de 640.000 espectadors i un 22,4% de quota, a +0,4 punts de 'El Programa de AR' (22%).
Els dies 17 i 18 de novembre de 2015 va tornar a ser líder d'audiència superant el 20% de share. Aquests dies el programa va ser conduït per Esther Vaquero des de plató i per Susanna Griso des de París informant de l'última hora sobre els atemptats que van sacsejar a aquesta ciutat la nit del divendres 13.
La setmana del 2 al 6 d'octubre de 2017 i coincidint amb l'augment de la seva durada (des d'aquesta data el programa s'emet de 8.30 a 13.15), Espejo público va aconseguir quotes de pantalla històriques, arribant a aconseguir el 4 d'octubre d'aquest mateix any el seu màxim històric amb gairebé un 25% de quota.
A l'octubre de 2017 va ser el magazín mes vist per davant de 'El Programa de Ana Rosa'.

## Premis Espejo público
Els premis Espejo público van ser creats per a premiar la trajectòria personal o professional de les persones o entitats més destacades de l'any.
Espejo público ha estat guardonat amb el Premi Nacional de la Fundació Alars, pel concili de la vida personal, laboral i familiar i per la responsabilitat social.
Premis Iris 2014 - Premi Iris al programa Espejo público com a millor programa d'actualitat.

## Convidats
La primera part del programa es deu a una entrevista a les diferents personalitats de la televisió (la majoria d'elles del panorama polític), alguns dels convidats han estat: José María Aznar, Cristina Cifuentes, Esperanza Aguirre, Pablo Iglesias, Xavier García Albiol, Carme Chacón, Felipe González, Albert Rivera, Inés Arrimadas, Pablo Casado, Guillermo Fernández Vara, Manuela Carmena ... entre d'altres.